# برسية خطية
برسية خطية (الاسم العلمي:Gnaphalium linearum) هي نوع من النباتات تتبع جنس البرسية من الفصيلة النجمية.